# 吉田郡山城の戦い

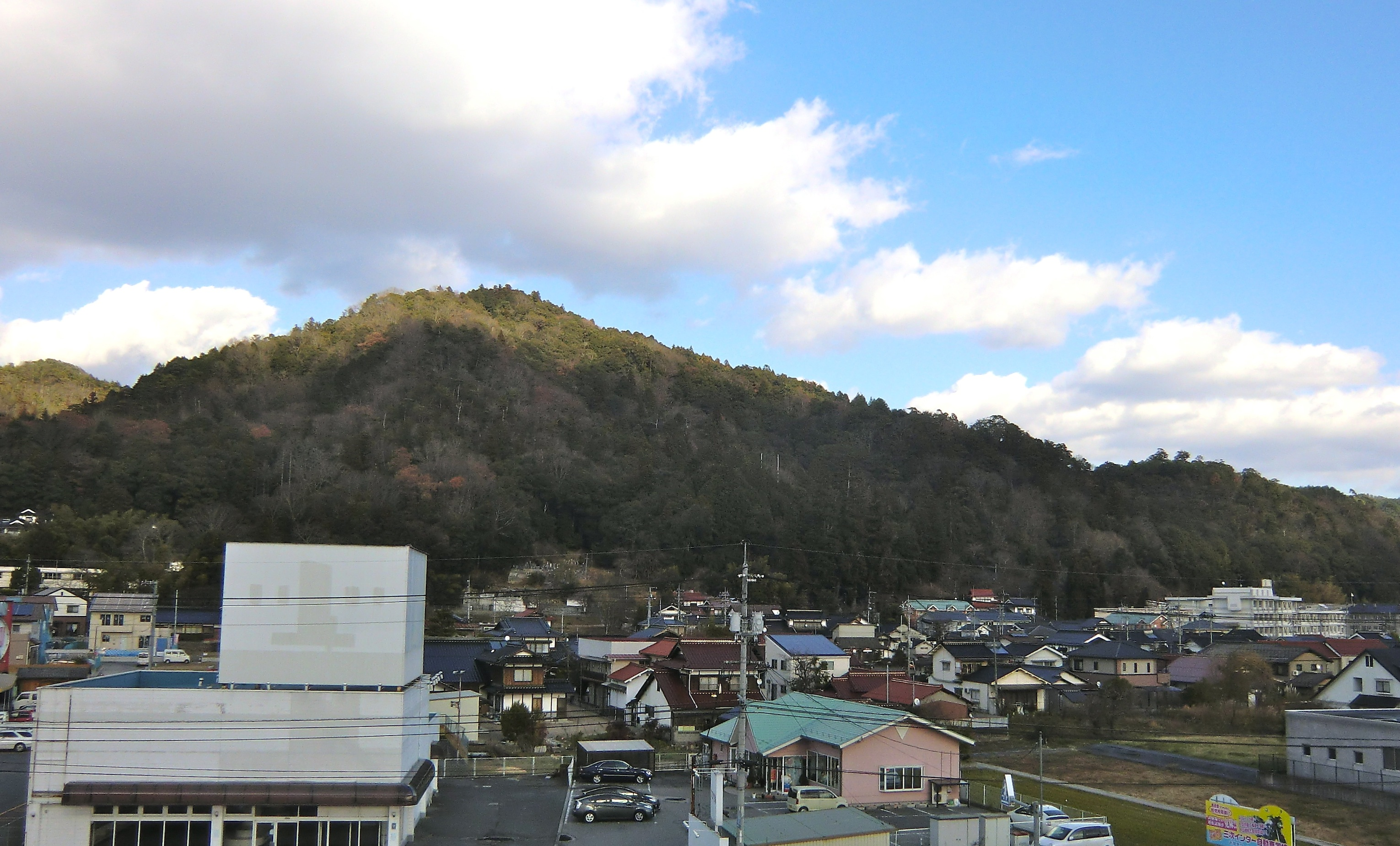
吉田郡山城跡の遠景。合戦時はまだ小規模な旧城（写真右の尾根）であった。

吉田郡山城の戦い（よしだこおりやまじょうのたたかい）は、天文9年（1540年）から天文10年（1541年）まで安芸国吉田の吉田郡山城（現・広島県安芸高田市）周辺で行われた、大内氏に従属していた毛利氏当主・毛利元就と尼子詮久（後の尼子晴久）との戦い。実際は城外での戦闘が主で、いわゆる籠城戦ではなかったため、郡山合戦（こおりやまかっせん）とも呼ばれる。

## 背景
安芸国の吉田を治める国人領主であった毛利氏は、周防の大内氏に長年服属していたが、出雲の尼子氏が勢力を拡大して安芸に伸張してくると、二大勢力の狭間で巧みな外交を続けていた。
大永4年（1524年）の佐東銀山城の戦いでは尼子方として戦った毛利氏であったが、かつて元就の家督継承問題に尼子経久が介入 してきたことなどから、尼子氏に対する不信は少なくなく、翌5年（1525年）には大内氏の元に帰参した。とは言え、勢力維持のために大内・尼子の間での絶妙なバランスを保ち続けており、享禄3年（1530年）に発生した尼子氏の内紛（塩冶興久の乱）の影響で一時的に尼子氏と大内氏の間に和睦が成立すると、元就も享禄4年（1531年）7月に尼子詮久と義兄弟の契りを結んでいた。
しかし、天文6年（1537年）に尼子経久が隠居し、尼子氏の家督を詮久が継ぐと、元就は長男の少輔太郎（後の毛利隆元）を人質として山口に差し出し、大内氏の傘下に加わっている立場を明確にした。

### 合戦の発端
尼子氏からの離反を明確にした元就に対して怒る詮久は、天文8年（1539年）11月に月山富田城（島根県安来市）に家臣を集めて評定を開き、毛利氏討伐を決めたとされる。経久の弟（詮久の大叔父）である尼子久幸は備後・石見両国がまだ征服されておらず深く敵地に入るのは危険で、両国の国人領主達から人質をとってから実行するべきと慎重論を述べたが、血気盛んな詮久は「臆病野州」と蔑んだとされる。隠居していたために評定には参加していなかった経久も、久幸と同じように慎重さを求めたが、詮久は聞く耳を持たなかった。こうして、毛利打倒を掲げた尼子軍の安芸侵攻が行われることとなった。
上記のように、吉田郡山城の戦いは毛利征伐を目的とした尼子軍の侵攻として描かれてきたが、現在では尼子氏の主目的は頭崎城の防衛などだったと考えられている。
安芸高屋保（現・東広島市）にある頭崎城には、尼子方の平賀興貞が入っており、安芸東西条を拠点としていた大内に対する最前線であった。だが、当時の大内軍主力は九州北部で少弐氏と戦っており、一方の尼子氏も備中国・美作国方面に兵を送っていた。そのため、頭崎城攻めは、大内家臣の弘中隆兼と大内方安芸国人の毛利元就・平賀弘保・竹原小早川氏の小早川興景らを中心に行われた。
戦いは天文5年（1536年）頃より始まるが、当初は尼子方（平賀興貞の他、安芸武田氏・吉川氏・沼田小早川氏など）が優勢であった。苦戦を強いられた大内軍は、天文7年（1538年）には、弘中隆兼に代わって杉隆宣（長相の父）を西条に入れ、さらには内藤隆時（隆春の弟）も頭崎城攻めに加えて対抗した。
天文9年（1540年）1月、ついに大内氏当主・大内義隆が動いた。義隆が周防防府に陣を構えて安芸での戦いを指揮すると、4月には沼田小早川氏が大内方に寝返る。そして6月には、9日に安芸武田氏の当主・武田光和が急死し、16日の戦いで平賀興貞勢が毛利元就・平賀弘保の軍勢に敗れるなど、頭崎城どころか安芸武田氏の佐東銀山城までも窮地に追い込まれた。光和の跡目として若狭武田氏から武田信実を養子に迎えたが、家中の内紛を押さえることができずに佐東銀山城から逃亡する。頭崎城も佐東銀山城も安芸南部にある城であり、出雲の尼子氏が救援に乗り出すには安芸北部の大内方の有力者・毛利元就は大きな障害となる存在であった。

## 第一次侵攻（備後路）
従来の説によれば、天文9年（1540年）6月下旬に、新宮党の尼子久幸・尼子国久・尼子誠久らが率いる3,000騎が、偵察を兼ねて備後路から安芸吉田への侵入を図ったとされる。軍勢は月山富田城から出陣し、出雲赤名から備後三次を経て、尼子方の三吉隆信の居城・備後八幡山城（三次市）に進出した。ここより毛利血縁である宍戸氏の祝屋城・五龍城（安芸高田市）を落とし、吉田郡山城の背後に迫る予定であった。しかし宍戸氏は宍戸元源や宍戸隆家、深瀬隆兼らが、犬飼平や石見堂の渡しで決死の防戦を行い、尼子軍は可愛川（江の川）すら渡る事ができず、この方面での侵攻を諦めて撤退した。

## 第二次侵攻（石見路）
天文9年8月10日、尼子詮久は、出雲、石見、伯耆、因幡、備前、備中、備後、美作、安芸の兵30,000 を率いて月山富田城を出陣した。今回は石見路を通り、赤名から口羽、川根、河井を経由し、9月4日には吉田郡山城の北西4kmに位置する風越山に本陣を敷き、湯原宗綱3,000余を左翼に、高尾久友、黒正久澄、吉川興経を右翼に配置、側部・背部にも守備兵を置いて警戒を厳にした。
これに対して元就は、一族郎党を引き連れて吉田郡山城に籠城。城には精鋭2,400人と農民・商人・職人を加えて合計8,000人程度が入り、尼子氏の攻撃に備えた（『吉田物語』）。
さらに、吉田郡山城には宍戸隆家と天野興定が入城し、宍戸元源と福原広俊もそれぞれ五龍城と鈴尾城（安芸高田市）で籠城。頭崎城攻めを行っていた大内家臣の杉隆宣も、小早川興景らを率いて坂城（安芸高田市）に駐留して急に備えるなど、吉田郡山城の支援態勢を整えた。

### 鎗分・太田口の戦い
9月5日、尼子軍の一部が郡山南西にある吉田上村の民家に放火したが、毛利軍は応戦しなかった。
翌6日、早朝の霧に紛れた尼子軍4,500が吉田太郎丸（郡山の南方地域）の町屋敷に放火し、そのまま吉田郡山城に攻撃を仕掛けようとした。しかし毛利軍の激しい抵抗に遭って数十名が討ち取られ、攻撃は失敗する。
9月12日、尼子軍は軍勢を数部隊に分け、再び城下に進出して放火。これに対して毛利方は渡辺通や井上元景などが出陣した。元就は、最初に多治比川を渡って突進させた足軽30人程度をすぐに退却させ、尼子勢に敗走兵を追わせて誘引したところで、鎗分（やりわけ）に潜ませた伏兵で襲うよう指示を出していた。元就の策に嵌った尼子方は、高橋元綱や本城信濃守らを含む数十名が討死する。この戦いは城の南西にある太田口（堀縄手）付近で行われた（鎗分・太田口の戦い）が、同じ日には城の南側正面にあたる広修寺や祇園の縄手でも激戦が繰り広げられている。いずれも尼子軍は撃退されており、風越山の尼子本陣に撤退している。

### 尼子軍の進出と池の内の戦い

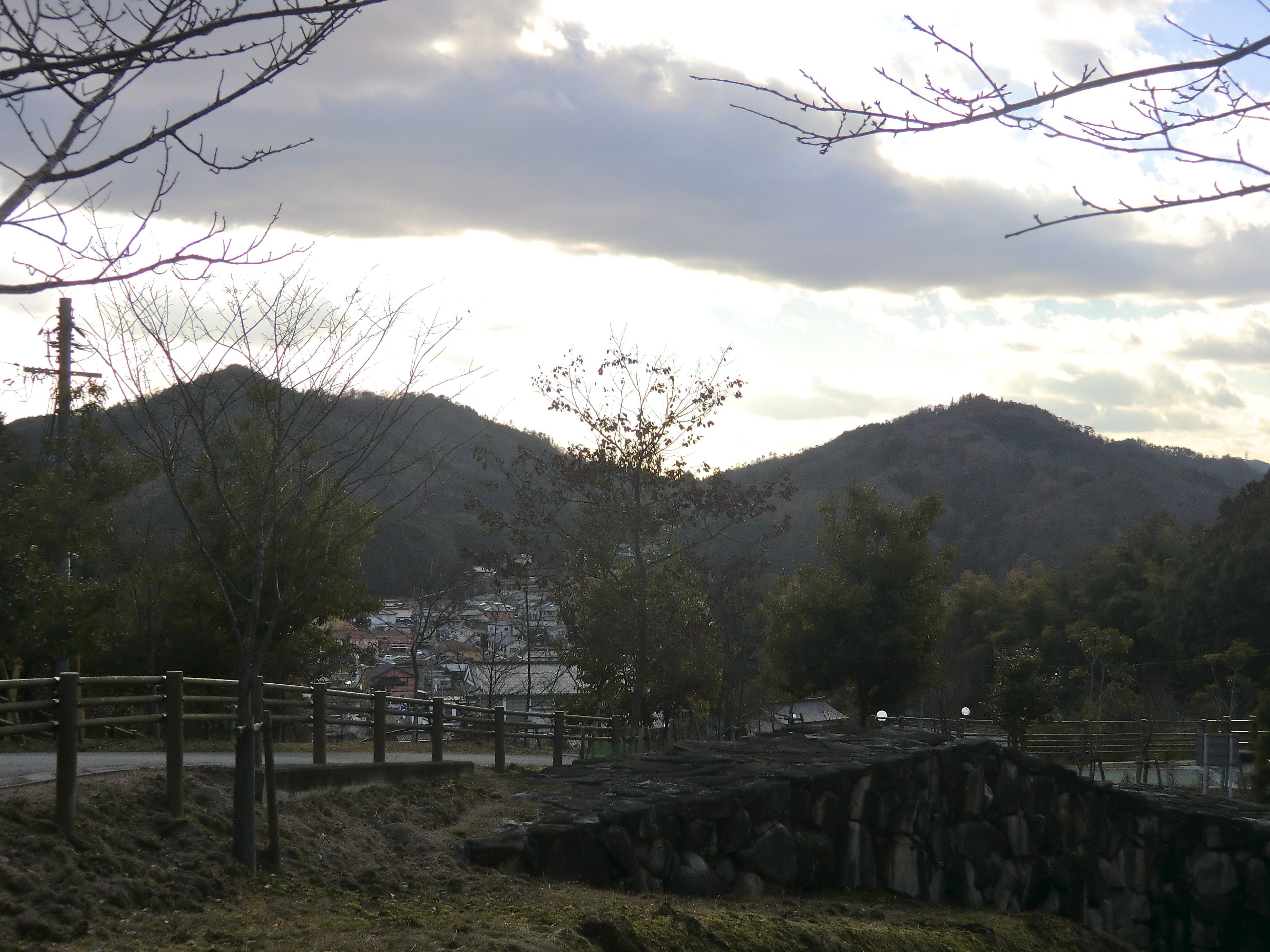
尼子本陣が移動した青光山尼子陣所跡の遠景（吉田郡山城からの眺望）

9月23日、尼子軍は本陣を青光山 に進出させ、湯原宗綱、湯惟宗らは青山に、高尾久友、黒正久澄、吉川興経は光井口に陣取った。軍記物などでは、郡山の背後にある甲山（かぶとやま）に尼子が陣取ることを避けるため、間者を使って城の南側（正面）に移るよう工作したことになっている。いずれにせよ、元就はこの期を逃さずに、手薄となった風越山の陣を急襲し、焼き払わせた。

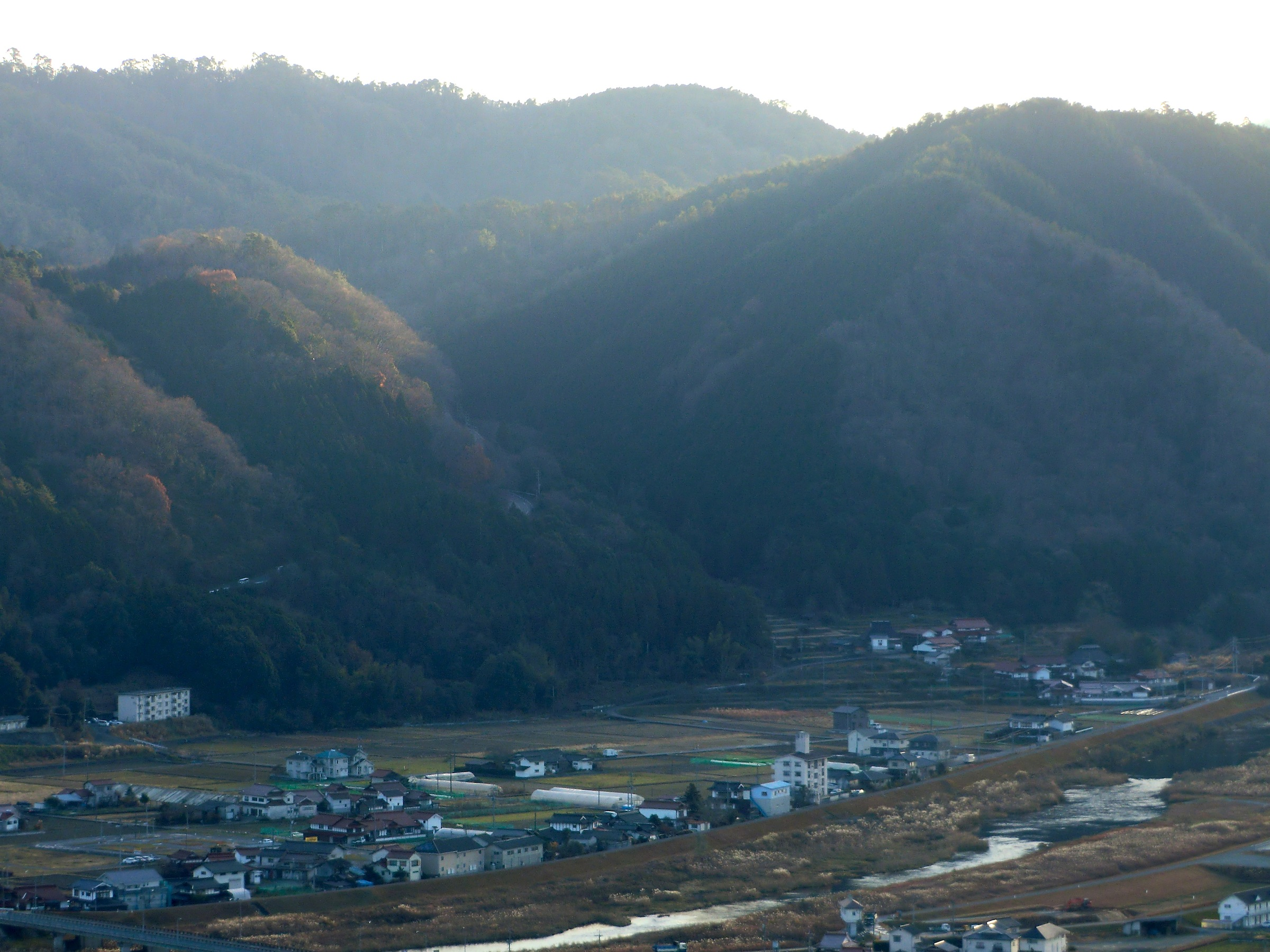
池の内古戦場跡の遠景（吉田郡山城からの眺望）

9月26日、尼子軍の湯原宗綱は1,500の兵を率いて南方の坂・豊島方面（旧向原町）に進出し、毛利方の後詰めとして駐留していた小早川興景の陣を攻撃した。しかし、小早川勢は大内軍先鋒・杉隆宣勢と共に反撃。吉田郡山城からも粟屋元良が出撃して湯原勢を挟撃した。池の内方面（旧甲田町）まで及んだ戦いで宗綱勢は壊滅、日の沈む頃には深田に馬を乗り入れて進退に窮した宗綱も討死している。

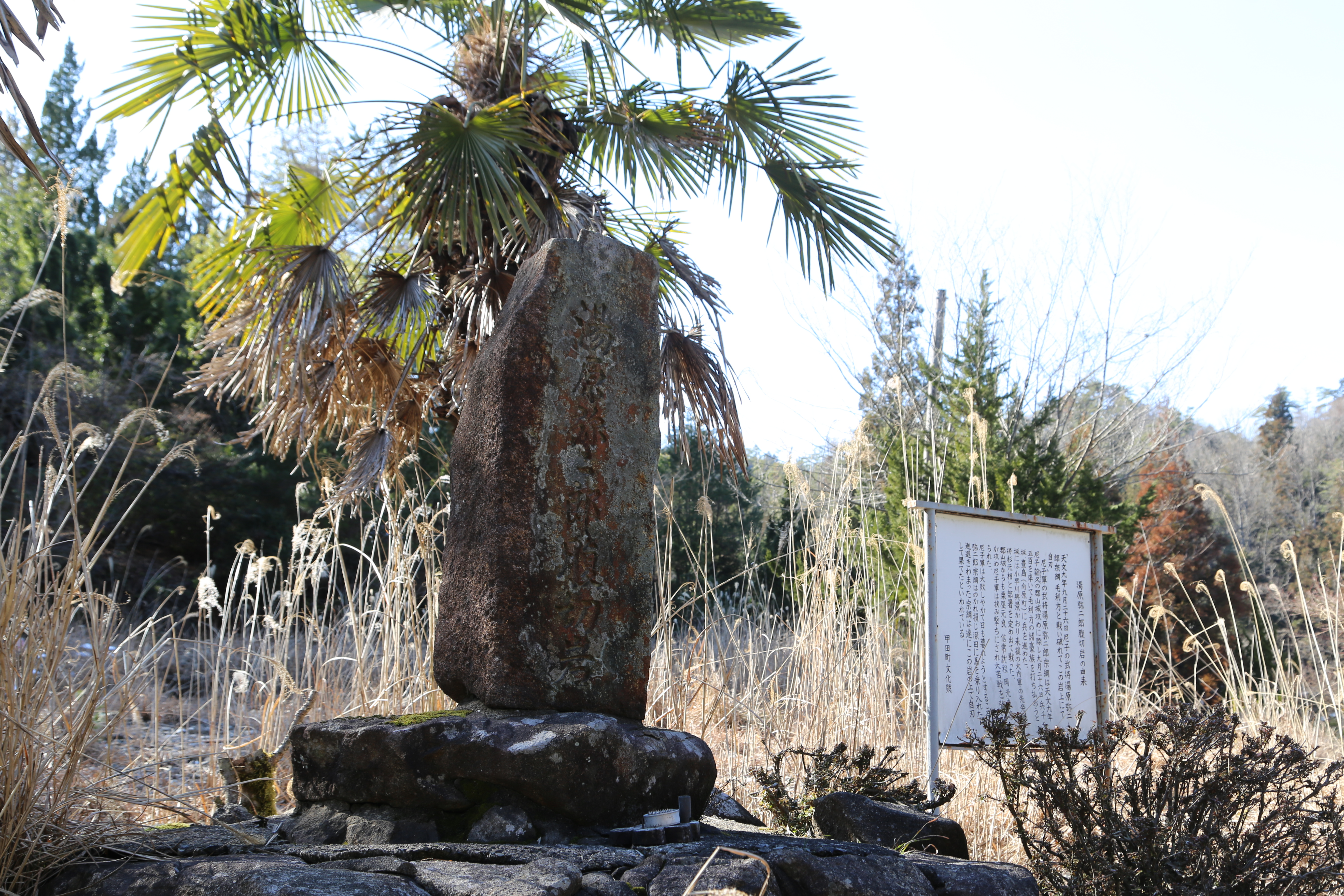
湯原宗綱終焉の地

### 青山土取場の戦い
10月11日、尼子誠久らは、新宮党など1万を動員し、城下に火を放ちながら徐々に吉田郡山城に迫ろうとした。これを察知した毛利元就は積極的な攻勢を加える指示を下す。家臣は兵数の不利を訴えたが、元就は不意討ちなら必ず勝てると唱えて軍勢を三手に分けた。第一軍は、渡辺通、国司元相、児玉就光に兵500を預けて、城の西方である大通院谷から出た先で伏兵とした。第二軍は、桂元澄、粟屋元真などが率いる200人で、こちらも伏兵として青山に近い場所まで密かに南進させた。そして第三軍1,000余は、元就自身が率いて正面から尼子軍を引きつける役割であった。
元就率いる本隊は、赤川元保の手勢400余を先鋒に、尼子軍の三沢為幸、亀井秀綱、米原綱寛らと激戦を展開した。そして、数刻に及ぶ戦いで両軍の疲労が色濃くなった頃を見て、伏兵の渡辺、国司、児玉勢が左翼から、桂、粟屋勢が右翼から突撃したため、尼子軍は大混乱となって壊走。毛利軍の追撃は、青山の麓にある尼子本陣の外柵を破壊して内部に侵入するまでに至った。青山土取場の戦いと呼ばれるこの戦いにより、尼子軍は三沢為幸ら500人が討死する大きな被害を受けた。

### 大内氏の救援
11月9日、尼子氏の支援によって佐東銀山城に戻っていた武田信実が、毛利軍の背後を突こうとするが、般若坂にて国司元相勢によって撃退される。その後も、随所で毛利軍と尼子軍の小競り合いはあったものの、戦況に影響を与えるような合戦は発生しなかった。
一方、元就より救援を求められていた大内義隆であったが、救援軍を出陣させたのは11月26日と言われている。しかし、実際には前述の通り、頭崎城攻めのため既に防府に出陣しており、尼子軍の侵攻に対して杉隆宣を早々に毛利への後詰めとしている。また、義隆自身も岩国に本陣を移し、大内軍主力を率いる陶隆房は9月4日に厳島神社にて戦勝祈願を行った後、翌日には安芸海田（広島市）に上陸した。隆房は、まず杉隆宣が抜けた頭崎城攻めの陣営に加わり、その後に、内藤興盛らと共に10,000の軍勢を率いて吉田郡山城救援に向かった。
これに対して、武田信実、牛尾幸清以下3,000余りが陶軍を迎え撃ち、大内軍援兵の合流を遅延させている。
12月3日、吉田郡山城の東側にある山田中山（旧甲田町）に到着。両軍を見下ろせる住吉山に幟や旗印を立てて陣太鼓を打ち鳴らし、籠城する毛利の将兵を鼓舞したとされる。元就は陶隆房に謝意を述べて丁重にもてなし、年明けを待って尼子軍に総攻撃をかけることで一致した。

### 宮崎長尾の戦い
12月11日、宍戸勢を含めた毛利軍は、吉田郡山城の西に位置する宮崎長尾（旧吉田町相合）にある尼子方の陣を襲撃。
毛利軍は、年を越した天文10年（1541年）1月3日にも相合口の尼子軍を襲い、参戦した小早川興景勢から20名ほどの負傷者を出しつつも、尼子兵10数名を討ち取った。6日にも再び尼子軍の陣地に迫って火を放つなどしている。
1月11日、大内軍は山田中山の陣を撤去して吉田郡山城から西に尾根伝いである天神山に本陣を移し、青光山の尼子陣営の真正面に対峙した。尼子軍は大内軍を牽制しようとしたが、大内軍の陣替えは阻止できなかった。翌日、元就は天神山の大内本陣へ児玉就忠を使者として使わし、宮崎長尾に陣取る、高尾久友、黒正久澄、吉川興経に対して総攻撃をかける計画を伝える。そして、毛利軍の動きに対抗して尼子軍主力が吉田郡山城に攻め寄せる恐れがあったため、尼子本隊を大内軍で牽制して欲しいと隆房に要請。これに対して隆房は、末富志摩守を吉田郡山城に派遣して了承の旨を伝えた。志摩守は元就と軍議をした後に帰陣している。
毛利軍の攻撃
1月13日の早朝、城外の小早川興景、宍戸元源らと呼応した毛利軍総勢3,000が、ついに宮崎長尾の尼子陣に攻撃を開始する。この時、元就次男の少輔次郎（後の吉川元春）が初陣を果たしている。毛利方はほぼ全軍を投入する戦いであったため、百姓や女子供を守備兵に見せかけて城の随所に立たせ、守りが堅固であるように見せかけた。尼子方の先鋒であった高尾隊2,000は必死に防戦するが、久友は討ち死にして軍勢は敗走。続いて、第二陣の黒正隊1,500の兵も壊滅して久澄は逃亡した。しかし、第三陣で待ち構える吉川興経は精鋭1,000の手勢で奮戦し、毛利軍に猛反撃を加えた。戦いは日没まで及ぶが毛利軍は突破できず、元就は兵を撤退させた。毛利軍は、高尾久友や三沢蔵人など200余名を討つ戦果をあげて城に凱旋した。

大内軍の攻撃
一方、尼子軍主力の動きを警戒していた大内軍であるが、宮崎長尾を援護する動きが尼子軍に無いことを知って、青光山への襲撃を企てる。天神山のすぐ南にある青光山の正面には多くの尼子兵がいるため、天神山の南に下って尼子本陣に直接向かうのではなく、密かに郡山の山陰を東進して江の川を渡り、尼子の布陣を大きく南に迂回した。青光山の南側で江の川を再び渡河して北上、尼子本陣の背後から奇襲を仕掛けた。尼子本陣は大混乱に陥り、詮久も危うくなるほどであったと伝えられる。『老翁物語』によれば尼子久幸が「臆病野州の最期を見よ」と言って手勢500を率いて防戦に当たり、青光山の中腹にて尼子・大内両軍は激戦を繰り広げたとされる。奮戦する久幸であったが、物見に来ていた毛利家臣の中原善左衛門が放った矢を額に受けて落馬し、ついに討死した。しかし、決死の久幸隊が時間を稼いでいる間に、山麓に分散していた尼子各隊の軍勢が到着して戦いは一進一退となり、勝敗の定まらないまま夕暮れとなった。『吉田物語』では戦死者数を尼子軍400人・大内軍470人としている。

### 撤退
尼子勢は1月13日夜､雪の中を退却し、途中追撃にあったが晴久は都賀の渡しで本隊をまとめて帰国した。撤退した要因は､久幸をはじめ多数の戦死者が出たにもかかわらず、郡山城攻略がはかどらないまま冬季を迎えて意気消沈し､大内義隆との対決に勝算を失ったためである。また、撤退を急いだのは味方の国人領主達の離反をおそれたからであり、そうなると兵糧の通路が断たれるだけでなく本隊の帰還が困難になるからである。

## 戦後
尼子氏
吉田郡山城攻めに失敗したことで、同年1月末までに頭崎城の平賀興貞も降伏。後述の通り安芸武田氏や厳島神主家などの安芸における尼子方勢力も駆逐される。安芸・備後・石見のみならず出雲でも国人領主たちの多くが離反、備前・播磨では赤松氏や浦上氏が勢力を盛り返すなど、膠着状態であった中国地方の勢力争いは大きく動いた。そして、11月13日には尼子経久が病没。この機に乗じて尼子氏を叩こうとした大内義隆により、室町幕府から尼子討伐の綸旨も出されるなど、尼子氏は窮地に追い込まれた。

大内氏
吉田郡山城救援に成功した大内軍は、続けて桜尾城や佐東銀山城など周辺の反大内勢力を毛利氏と共に制圧。義隆が安芸守護に任じられたため、弘中隆兼を安芸守護代に任じて厳島を含む安芸の支配体制を強化している。尼子氏と大内氏の立場が逆転したこの戦いにより、大内方に鞍替えした主要な国人衆から、尼子氏退治を求める連署状が提出される。これを受け、陶隆房らの主導により、天文11年（1542年）大内義隆は出雲へ遠征する（第1次月山富田城の戦い）。

毛利氏
合戦後における元就の軍功は、大内義隆からも幕府に報告されたが、元就自身も使者を派遣して天文10年2月16日付で記載した戦況報告書『毛利元就郡山籠城日記』を宍戸元源の書状とともに、幕府の木沢長政のもとに持参させ､足利義晴や管領の細川晴元らに披露させた。幕府では尼子氏によって追放された赤松晴政に同情していたため、尼子氏を敗走させた元就の働きに大いに感動した。細川晴元から天文10年4月2日付で元就に出された書状には、最大級の賛辞が記載されている。
毛利氏が大内方として最後まで尼子軍の攻撃を耐えた事実は、大内氏から高く評価されることになる。元就は大内氏の守護代である弘中隆兼を補佐して大内氏勢力の安芸・備後進出に大きな役割を果たすことになり、それと共に毛利氏の勢力も両国に広がっていくことになった。
安芸武田氏
武田信実は、尼子軍の退却と同時に、牛尾幸清らと共に出雲に逃亡した。居城である佐東銀山城には、一族である武田信重が300余りの手勢で立て籠もるが、まもなく元就によって攻め滅ぼされた。安芸武田氏の一族には、光和の庶子である武田小三郎（後の武田宗慶）が生き残って、後に毛利氏に仕えている。安芸武田氏を復興させることはなかったが、毛利氏の周防移封後に、周防武田氏を興している。また、武田信実も後に室町幕府に出仕したものの、足利義昭が織田信長に追放されて毛利氏を頼った際に随員の中にいたとする説がある。
厳島神主家
家督争いの続いていた厳島神社の厳島神主家では、大内氏により隠居させられていた神主家一族の友田興藤が、吉田郡山城の戦いに乗じて天文10年1月12日に桜尾城や厳島を占領。しかし、その翌日に尼子軍が総退却し、3月には興藤の籠もる桜尾城が大内氏の大軍に包囲される。4月に興藤は城内で自害、興藤の弟で厳島神主家の当主藤原広就も五日市城で自害し、実質的にこれで厳島神主家は滅亡した。興藤自害後は、大内家臣・杉氏一族の杉隆真が佐伯景教と名乗って新たな当主となった。